# Mercado de flores de Dangwa
El Mercado de flores de Dangwa (en tagalo: Bulaklakan ng Maynila; o bien Mercado de flores de Manila) es un mercado de flores frescas en Santa Cruz y Sampaloc, en el área metropolitana de Manila, Filipinas. Se encuentra ubicado en la calle Dos Castillas y Calle Laong-Laan Sampaloc, Manila. Las flores se originan en diversos lugares de todo el país, tales como La Trinidad (en la ciudad de Baguio), Dávao, Tagaytay, la ciudad de Cotabato y Laguna. Algunas de las flores que se venden en el mercado incluyen rosas, gerberas y áster. El mercado también se ha ampliado a la importación de flores de Tailandia, Holanda y Ecuador. La temporada alta del mercado de flores es en la Semana Santa, el Día de San Valentín, Día de Todos los Santos, Día de la Madre, y en Navidad. A veces los clientes acuden al mercado hasta las 11 p. m. en el Día de San Valentín. El mercado debe su nombre a la estación de autobuses Dangwa Transport Inc. En 2004 allí había hasta 50 vendedores de flores. Cerca de 70 vendedores de flores son miembros de la Asociación del Mercado de Flores de Dangwa.